# Protiradarska raketa
Protiradarska raketa, lahko tudi protiradijska raketa (angleško anti-radiation missile - ARM) je raketa namenjena detektiraju, sledenju in uničenju izvora radarskih (radijskih) žarkov.Primarno se uporabljajo proti sovražnikovem radarju, lahko pa tudi proti radarskim motilnikom in radio komunikacijski opremi. 
Večina protiradarskih raket so je namenjena  uničevanju ciljev na površini, za uničenje letečh radarjev (ali pa lovcev z radarjem) se po navadi uporablja rakete zrak-zrak ali pa površje-zrak. Vendar obstajajo tudi protiradarske rakete zrak-zrak, površje-zrak in tudi površje-površje.
Protiletalska obramba na tleh povzroča veliko nevarnost za napadalca, tudi če je le-ta povsem uničil vse obrambne lovce. Pri Ameriških letalskih silah (USAF) se za uničenje protiletalske obrambe uporablja "SEAD"  letala, imenovana tudi "Wild Weasel" ali pa "Železna roka". 

## Pirmeri protiradarskih raket
- AGM-88 HARM
- AGM-78 Standard ARM
- AGM-45 Shrike
- ALARM